# Championnat d'Afrique du Sud féminin de football 2023
 (novembre 2023).
Navigation
2022 2024
La Hollywoodbets Super League 2023 est la 4e édition du championnat d'Afrique du Sud féminin de football. Le premier niveau du championnat féminin oppose seize clubs sud-africains. Le vainqueur du championnat est qualifié pour la Ligue des champions de la COSAFA.
Les Mamelodi Sundowns sont tenantes du titre, tandis que Copperbelt Ladies de Limpopo et University of Pretoria sont promus de Sasol National Championship.
Le club Vasco de Gama est repris par TS Galaxy Football Club, l'équipe est renommée TS Galaxy Queens.
Le Royal AM Football Club achète la licence de Bloemfontein Celtic, le club est renommé Royal AM.

## Participants
| \| Polokwane : · Copperbelt Ladies · First Touch · MaIndies Ladies · Pretoria : · Mamelodi Sundowns · TUT · UP City Lads Coal City Polokwane Durban Ladies JVW Pretoria Richmond United Royal AM Thunderbirds TS Galaxy UJ UWC \| Localisation des clubs engagés. |
| Polokwane : · Copperbelt Ladies · First Touch · MaIndies Ladies · Pretoria : · Mamelodi Sundowns · TUT · UP City Lads Coal City Polokwane Durban Ladies JVW Pretoria Richmond United Royal AM Thunderbirds TS Galaxy UJ UWC                                       |

| Club                             | Ville            | Résultat en 2022         |
| -------------------------------- | ---------------- | ------------------------ |
| City Lads                        | Ibhayi           | 12e                      |
| Coal City Wizards                | Emalahleni       | 13e                      |
| Copperbelt Ladies                | Polokwane        | D2                       |
| Durban Ladies (en)               | Durban           | 10e                      |
| First Touch FC                   | Polokwane        | 9e                       |
| Janine Van Wyk FC                | Johannesbourg    | 4e                       |
| MaIndies Ladies                  | Polokwane        | 8e                       |
| Mamelodi Sundowns LFC            | Pretoria         | Championne               |
| Richmond United                  | De Aar           | 7e                       |
| Royal AM                         | Pietermaritzburg | 6e (Bloemfontein Celtic) |
| Thunderbirds Ladies              | Gqeberha         | 11e                      |
| TS Galaxy Queens                 | Mbombela         | 14e (Vasco da Gama)      |
| Tshwane University of Technology | Pretoria         | 3e                       |
| University of Johannesburg       | Johannesbourg    | 5e                       |
| University of Pretoria           | Pretoria         | D2                       |
| University of Western Cape       | Le Cap           | 2e                       |

## Compétition

### Classement
| Rang | Équipe                     | Pts | J  | G  | N | P  | Bp | Bc  | Diff |
| ---- | -------------------------- | --- | -- | -- | - | -- | -- | --- | ---- |
| 1    | Mamelodi Sundowns T        | 81  | 30 | 26 | 3 | 1  | 97 | 15  | +82  |
| 2    | UWC                        | 75  | 30 | 25 | 0 | 5  | 66 | 17  | +49  |
| 3    | JVW FC                     | 63  | 30 | 19 | 6 | 5  | 53 | 28  | +25  |
| 4    | TS Galaxy Queens           | 61  | 30 | 18 | 7 | 5  | 62 | 22  | +40  |
| 5    | Royal AM                   | 55  | 30 | 16 | 7 | 7  | 53 | 29  | +24  |
| 6    | University of Pretoria P   | 52  | 30 | 16 | 4 | 10 | 54 | 34  | +20  |
| 7    | Richmond United            | 48  | 30 | 13 | 9 | 8  | 48 | 42  | +6   |
| 8    | Durban Ladies              | 44  | 30 | 14 | 2 | 14 | 53 | 53  | 0    |
| 9    | University of Johannesburg | 43  | 30 | 13 | 4 | 13 | 53 | 40  | +13  |
| 10   | TUT FC                     | 36  | 30 | 11 | 3 | 16 | 34 | 34  | 0    |
| 11   | First Touch FC             | 31  | 30 | 8  | 7 | 15 | 30 | 51  | -21  |
| 12   | Copperbelt Ladies P        | 26  | 30 | 7  | 5 | 18 | 26 | 58  | -32  |
| 13   | City Lads Ladies           | 25  | 30 | 7  | 4 | 19 | 29 | 66  | -37  |
| 14   | Thunderbirds Ladies        | 20  | 30 | 5  | 5 | 20 | 22 | 59  | -37  |
| 15   | Coal City Wizards          | 17  | 30 | 5  | 2 | 23 | 32 | 104 | -72  |
| 16   | MaIndies Ladies            | 8   | 30 | 2  | 2 | 26 | 18 | 78  | -60  |